# 의성읍 도서동의 회나무
의성읍 도서동의 회나무(義城邑 道西洞의 회나무)는 대한민국 경상북도 의성군 의성읍 도서리에 있는 회나무이다. 1972년 12월 29일 경상북도의 기념물 제2호로 지정되었다.

## 개요
회나무가 들어온 시기는 『삼국사기』 「신라본기」와 「백제본기」에 회나무에 관한 기사가 있는 것으로 보아 그 이전이라고 추정된다.
의성읍 도서리 도로변에서 자라고 있는 도서동의 회나무는 나이가 600년 정도로 추정되며, 높이는 18m, 둘레는 10m이다. 가지가 지상 3m에서 3갈래로 갈라져 중앙의 가지는 말라죽고 동서쪽 가지만 살아있으며, 밑동 부분은 썩어서 큰 구멍이 나 있다.
이 회나무는 1919년에 간행된 『노거수명목지』에서는 남북한을 통틀어 둘레가 가장 큰 것으로 기록되어 있으며, 1972년의 기록에서도 전국에서 지정된 360건의 회나무 중 가장 큰 것으로 기록되어 있다.
도서동의 회나무는 오랜 세월동안 조상들의 관심과 보살핌 속에 살아온 나무이며, 회나무 중에서 둘레가 매우 크고 높은 나무로 생물학적 보존가치가 높아 기념물로 지정하여 보호하고 있다.

## 같이 보기
- 회나무

## 참고 자료
- 의성읍도서동의회나무 - 국가유산청 국가유산포털